# Attentat de Manchester de 1996
Vous lisez un « bon article » labellisé en 2021.
Cet article concerne l'attentat de 1996. Pour l'attentat de 1992, voir Attentat de Manchester de 1992. Pour celui de 2017, voir Attentat de la Manchester Arena.
L'attentat de Manchester de 1996 est perpétré par l'Armée républicaine irlandaise provisoire (IRA) le samedi 15 juin 1996. Lors du conflit nord-irlandais, alors que l'IRA venait de rompre un cessez-le-feu de dix-sept mois en perpétrant un attentat au camion piégé dans le quartier financier de Canary Wharf à Londres en février 1996, elle fait exploser un camion piégé de 1,5 tonne sur Corporation Street, au centre de Manchester. Il s'agit alors de la plus grosse bombe ayant explosé en Grande-Bretagne depuis la Seconde Guerre mondiale. L'attentat, qui vise les infrastructures et l'économie de la ville, cause des dommages estimés par les assureurs à 700 millions de livres sterling (1,32 milliard de £ de 2025) — dépassés seulement par les attentats du 11 septembre 2001 et l'attentat de Bishopsgate en 1993, dont l'IRA est également responsable.
L'IRA a envoyé des avertissements par téléphone environ 90 minutes avant que la bombe n'explose. Au moins 75 000 personnes sont évacuées de la zone, mais les démineurs ne réussissent pas à désamorcer la bombe à temps. Plus de 200 personnes sont blessées mais aucun décès n'est à déplorer, malgré la puissance de la bombe, ce qui est largement attribué à la réaction rapide des services d'urgence qui ont évacué le centre-ville à temps. À l'époque, l'Angleterre accueille le championnat d'Europe de football 1996 et un match Russie-Allemagne doit avoir lieu à Manchester le lendemain de l'explosion.
Manchester avait déjà été ciblée par l'IRA avant l'attentat, bien qu'elle n'ait jamais subi d'attaque de cette ampleur. L'attentat de Manchester est condamné par les gouvernements britannique et irlandais ainsi que par le président américain Bill Clinton. Cinq jours après l'explosion, l'IRA publie une déclaration depuis Dublin dans laquelle elle revendique la responsabilité de l'attentat, tout en regrettant d'avoir blessé des civils.
Plusieurs bâtiments situés à proximité de l'explosion sont endommagés au point d'être irréparables et doivent être démolis, tandis que de nombreux autres sont fermés pendant des mois pour des réparations structurelles. La plupart des travaux de reconstruction sont achevés à la fin de 1999, pour un coût de 1,2 milliard de livres sterling, mais le réaménagement de la rue s'est poursuivi jusqu'en 2005. Les auteurs de l'attentat n'ont pas été arrêtés, et la police du Grand Manchester a admis qu'il était peu probable que quelqu'un soit inculpé. L'attentat est considéré par certains observateurs comme un « catalyseur » pour le lancement de la profonde restructuration de la ville et la transformation de Manchester en une ville moderne britannique « centrale », avec une croissance économique supérieure à la moyenne nationale dans les vingt années qui ont suivi l'attentat.

## Contexte
À partir de 1970, l'Armée républicaine irlandaise provisoire mène une campagne armée dont l'objectif ultime est de parvenir à une Irlande unie. En plus d'attaquer des cibles militaires et politiques, elle vise également des infrastructures et des cibles commerciales en Irlande du Nord et en Angleterre. Ses leaders pensent qu'en endommageant l'économie et en causant de graves perturbations, ils peuvent faire pression sur le gouvernement britannique pour négocier le départ de l'Irlande du Nord du royaume de Grande-Bretagne.
Manchester est alors la cible de plusieurs attaques à la bombe de l'IRA. Des bombes incendiaires endommagent des commerces du centre-ville en 1973 et 1974, attaque pour laquelle un homme est arrêté. En avril 1974, une bombe explose au tribunal de première instance de Manchester, faisant douze blessés. En 1975, des usines à bombes de l'IRA sont découvertes dans le Grand Manchester et cinq hommes sont emprisonnés pour avoir planifié des attaques dans le nord-ouest de l'Angleterre. Le 3 décembre 1992, l'IRA fait exploser deux petites bombes dans le centre-ville de Manchester, obligeant la police à évacuer des milliers de personnes. Plus de 60 personnes sont blessées par des éclats de verre et les explosions coûtent environ 10 millions de livres sterling (19 millions de £ de 2025) en dommages et en pertes commerciales.
La déclaration de Downing Street de 1993 permet au Sinn Féin, un parti politique associé à l'IRA,, de participer à des négociations de paix multipartites à condition que l'IRA demande un cessez-le-feu. L'IRA décrète un cessez-le-feu le 31 août 1994. Le gouvernement de John Major, dépendant des votes du parti unioniste d'Ulster, commence alors à insister sur le fait que l'IRA doit se désarmer complètement avant qu'il puisse y avoir des négociations multipartites. L'IRA y voit une demande de reddition totale et pense que les Britanniques ne sont pas disposés à négocier. Elle met fin à son cessez-le-feu le 9 février 1996 en faisant exploser un camion piégé à Canary Wharf (en), l'un des deux quartiers financiers de Londres. L'explosion tue deux personnes et cause des dégâts estimés à 150 millions de livres sterling (284 millions de £ de 2025). L'IRA pose ensuite cinq autres engins explosifs à Londres en l'espace de 10 semaines.
L'IRA prévoit d'effectuer un attentat à la bombe similaire à Manchester. Elle est peut-être choisie parce qu'il s'agit d'une ville hôte du championnat d'Europe de football 1996, auquel assistent des visiteurs et des organisations médiatiques de toute l'Europe, garantissant à l'IRA ce que Margaret Thatcher a appelé « l'oxygène de la publicité ». Un match Russie-Allemagne doit avoir lieu à Old Trafford, à Manchester, le lendemain de l'attentat. L'année précédente, Manchester a également remporté sa candidature pour accueillir les Jeux du Commonwealth de 2002, qui sont à l'époque déjà considérés comme le plus grand événement multisports jamais organisé en Grande-Bretagne,.
Le 10 juin 1996, des négociations multipartites débutent à Belfast. Le Sinn Féin doit y participer, mais il en est empêché car l'IRA n'a toujours pas repris son cessez-le-feu ni accepté de se désarmer.

## Détails de l'attentat
La South Armagh Brigade de l'IRA est chargée de planifier et d'exécuter l'attentat. Elle est également responsable de l'attentat de Canary Wharf (en) en février et de celui de Bishopsgate en 1993. Ses membres préparent les explosifs en Irlande et les expédient par fret de Dublin en Angleterre. À Londres, la bombe est assemblée et chargée à l'arrière d'une camionnette Ford Cargo rouge et blanche. Le 14 juin, elle est conduite vers le nord en direction de Manchester, accompagnée d'une Ford Granada qui sert de « voiture éclaireur ».

### Découverte
Vers 9 h 20 le samedi 15 juin 1996, la camionnette Ford est garée sur Corporation Street, devant le magasin Marks & Spencer, près de l'Arndale Centre. Après avoir réglé la minuterie de la bombe, deux hommes — portant des vestes à capuche, des casquettes et des lunettes de soleil — quittent le véhicule et marchent jusqu'à Cathedral Street, où un troisième homme les prend en charge dans la Ford Granada, garée sur une double ligne jaune — qui signifie « aucun arrêt permis » — avec ses feux de détresse allumés ; trois minutes après que le véhicule se soit arrêté là, un agent de la circulation verbalise le véhicule et demande son enlèvement,,. Vers 9 h 40, les studios de ITV Granada sur Quay Street sont informés par appel téléphonique qu'une bombe à l'angle de Corporation Street et de Cannon Street va exploser une heure plus tard. L'appelant a un accent irlandais et donne un code de l'IRA pour signifier à la police que la menace est réelle,. Quatre autres avertissements téléphoniques sont envoyés à des stations de télévision et radio, des journaux et un hôpital,.
Le premier policier arrivé sur les lieux remarque des fils partant du tableau de bord de la camionnette et passant par un trou à l'arrière et déclare avoir trouvé la bombe. Les experts médico-légaux estiment par la suite que la bombe pèse alors entre 1 500 et 1 600 kilogrammes et qu'elle est composée d'un mélange de semtex, de plastic militaire, et d'engrais au nitrate d'ammonium, un explosif bon marché et facile à obtenir, largement utilisé par l'IRA,,. Des composants d'un probable déclencheur anti-manipulation ont également été découverts plus tard, conçu pour faire exploser la bombe en cas de contact.

### Évacuation
À 10 heures du matin, on estime que 75 000 à 80 000 personnes font leurs courses et travaillent dans les environs. L'évacuation de la zone est entreprise par les policiers du poste de police de Bootle Street, suppléés par des agents envoyés à Manchester pour contrôler les supporters de football et par certains agents de sécurité de magasins locaux,.
Un groupe s'emploie à éloigner les gens de la bombe tandis qu'un autre, aidé par les pompiers et les agents de sécurité, établit un cordon qui s'étend autour de la zone pour empêcher l'entrée,. À 11 h 10, le cordon se trouve au maximum de ce que le personnel disponible permet, à environ 400 mètres de la camionnette, couvrant 2,4 kilomètres de circonférence.

### Explosion
Les démineurs arrivent depuis Liverpool à 10 h 46 et tentent de désamorcer la bombe à l'aide d'un dispositif télécommandé, mais ils ne réussissent pas à mener à bien une action NEDEX (neutralisation, enlèvement, destruction des explosifs), ce qui entraîne l'expiration de la minuterie et le fonctionnement du dispositif. La bombe explose à 11 h 17, causant des dommages estimés à 700 millions de livres sterling (1,32 milliard de £ de 2025) et affectant un tiers de la surface commerciale du centre-ville. Marks & Spencer, le pont aérien qui le relie au centre Arndale et les bâtiments voisins sont détruits. Il s'agit de la plus grosse bombe ayant explosé en Grande-Bretagne en temps de paix ; l'explosion crée un nuage en champignon qui s'élève à 300 mètres du sol,. L'explosion retentit jusqu'à 24 kilomètres de distance et laisse un cratère de 15 mètres de large. Du verre et de la maçonnerie sont projetés en l'air et jusqu'à 800 mètres de distance, arrosant le centre-ville de débris.
Aucun décès n'est enregistré, mais 212 personnes sont blessées par les débris. La recherche de victimes dans la zone est perturbée par les mannequins des magasins propulsés au sol, qui sont parfois confondus avec des corps. Les hôpitaux du Grand Manchester se sont préparés à recevoir les blessés de l'explosion. La police réquisitionne une rame de Metrolink pour emmener 50 des blessés au North Manchester General Hospital, qui en soigne 79 au total ; 80 autres sont soignés au Manchester Royal Infirmary, et beaucoup d'autres sont soignés dans la rue par des équipes d'ambulanciers assistées de médecins et d'infirmières se trouvant dans le centre-ville ce matin-là.

### Réactions
Le Premier ministre britannique John Major, son gouvernement, l'opposition et des députés à titre individuel condamnent l'attentat, qu'ils qualifient d'« écœurant », « insensible » et « barbare »,. Peu après l'explosion, Major déclare : « Cette explosion ressemble à l'œuvre de l'IRA. C'est l'œuvre de quelques fanatiques et […] cela suscite une répulsion absolue en Irlande, comme c'est le cas ici ». Le Sinn Féin est critiqué par le Taoiseach John Bruton pour avoir été « frappé de mutisme » immédiatement après l'attaque. Bruton décrit l'attentat comme « une gifle pour les personnes qui ont essayé, contre leur meilleur instinct peut-être, de donner au Sinn Féin une chance de montrer qu'il pouvait persuader l'IRA de rétablir le cessez-le-feu ». Le président des États-Unis, Bill Clinton, déclare qu'il est « profondément indigné par l'explosion de la bombe » et s'est joint à Bruton et Major pour « condamner totalement cet acte de terrorisme brutal et lâche ». Le président du Sinn Féin, Gerry Adams, déclare qu'il est « choqué et attristé » par l'attentat. Il a insisté sur le fait que son parti était déterminé à parvenir à un accord de paix et a affirmé que « [c'était] une pure folie de revenir à l'ancien format qui consiste à exclure le Sinn Féin et à chercher à isoler les républicains ». Le 20 juin 1996, l'IRA revendique la responsabilité de l'attentat et déclare qu'elle « regrette sincèrement » d'avoir blessé des civils.
L'attentat à la bombe a lieu cinq jours après le début des pourparlers de paix à Belfast, et représente l'opposition de l'IRA à des pourparlers qui excluent les républicains. L'attaque fait partie d'une stratégie politique de l'IRA visant à être incluse dans les négociations selon ses propres conditions. Selon l'historien Richard English : « Ce qu'ils faisaient en revenant à des attentats comme celui de Manchester, c'était dire : « Nous pouvons toujours revenir à la guerre si nous le voulons. Nous pouvons encore lancer une énorme bombe dans vos villes et les dévaster et, par conséquent, vous devez traiter avec nous ».
Dans le but d'apaiser les craintes que l'importante communauté irlandaise de Manchester ne fasse l'objet de représailles, les conseillers Richard Leese et Martin Pagel — respectivement chef et chef adjoint du conseil municipal de Manchester — effectuent une visite publique du centre du patrimoine mondial irlandais à Cheetham Hill. Seuls quelques incidents se produisent, dont le plus grave le soir de l'attentat, lorsqu'un gang de dix hommes saccage un bar à thème irlandais dans le centre de Middleton, en criant le slogan loyaliste de l'Ulster « No surrender » (en français, « pas de reddition ») et en brisant des meubles et des fenêtres. Sept jours après l'attentat, le conseil municipal de Manchester organise une « journée de divertissement familial » devant l'hôtel de ville d'Albert Square pour encourager les acheteurs et les visiteurs à revenir dans le centre-ville, la première d'une « série d'événements et de divertissements ». Le match de football de l'Euro 1996 entre la Russie et l'Allemagne à Old Trafford se déroule comme prévu le lendemain de l'attentat, après que le stade ait été fortement surveillé pendant la nuit et soigneusement fouillé ; le match, remporté 3-0 par l'Allemagne, est suivi par une foule de 50 700 personnes.

## Enquête et procédure judiciaire

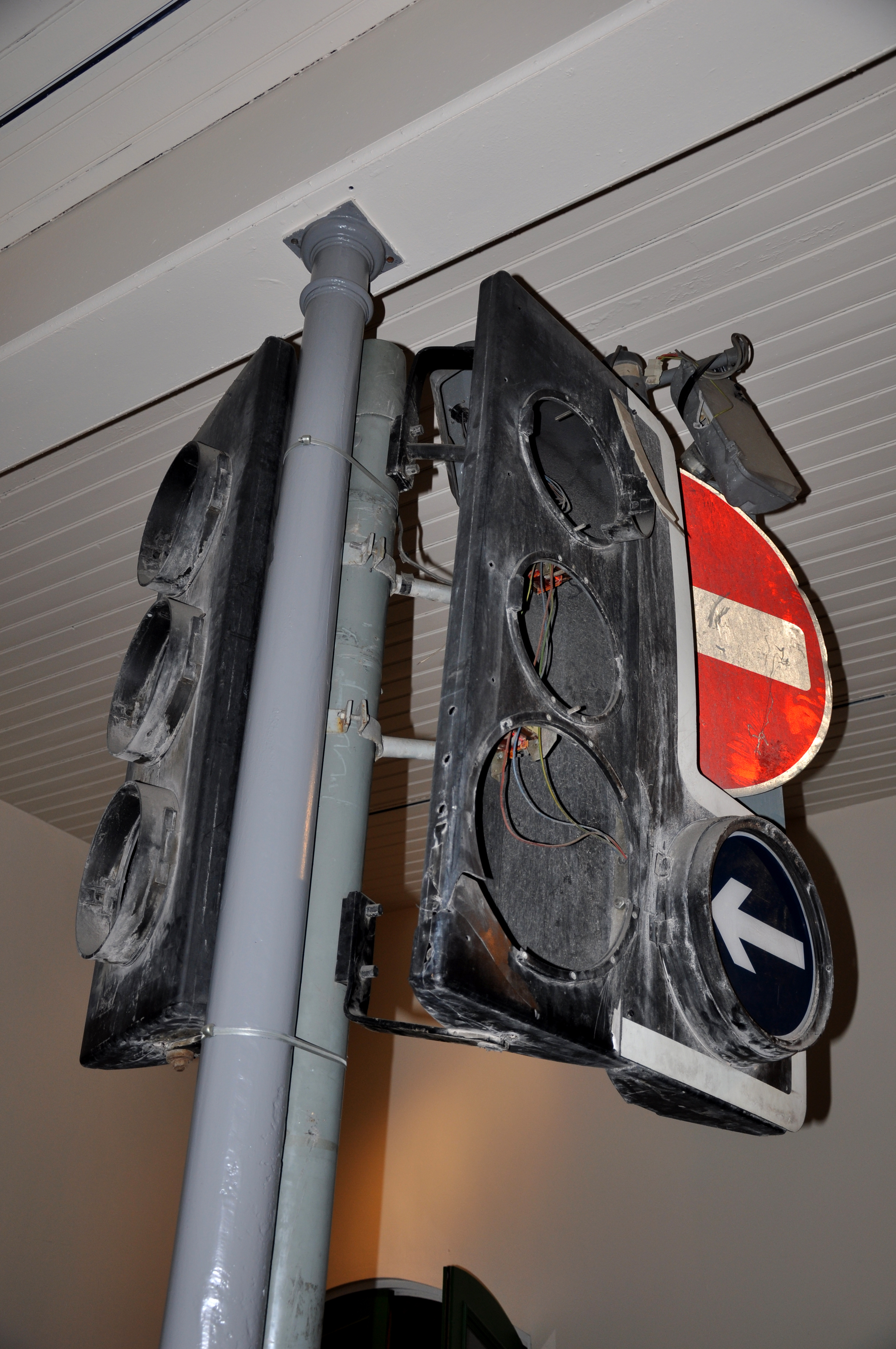
Feu de signalisation à l'angle de Cross Street et de Market Street.

### Enquête
Pour tenter de retracer l'itinéraire de la camionnette Ford, la police examine les images de vidéosurveillance de toutes les routes et autoroutes principales d'Angleterre enregistrées les deux jours précédant l'attentat. Les images révèlent que la camionnette est conduite vers le sud sur l'autoroute M1 à Londres le vendredi après-midi précédant l'attentat. Elle est vue à nouveau se dirigeant vers le nord sur l'autoroute à 19 h 40, accompagnée de la Ford Granada. Les détectives supposent que la camionnette est déjà chargée d'explosifs à Londres, et que la Granada doit servir de véhicule de fuite. La camionnette apparaît sur les images vidéos pour la dernière fois alors qu'elle circule vers l'est sur l'autoroute M62 en direction de Manchester, à 8 h 31 le matin de l'explosion.
Le Metropolitan Police Service enquête déjà sur une unité présumée de l'IRA basée à Londres, et la police de Manchester se demande alors si cette unité est responsable de l'attentat de Manchester. Le 15 juillet, la police métropolitaine arrête six hommes soupçonnés d'appartenir à l'IRA. Ils sont jugés et reconnus coupables de « conspiration en vue de provoquer des explosions dans les centrales électriques de National Grid ». Les six hommes sont condamnés à 35 ans de prison, la police de Manchester cherchant entre-temps à déterminer s'ils sont également responsables de l'attentat de Manchester,.
L'enquête est dirigée par l'inspecteur en chef de la police du Grand Manchester (GMP) Gordon Mutch. Le dernier propriétaire enregistré de la camionnette déclare à la police qu'il l'a vendue à un concessionnaire de Peterborough, qui l'a à son tour revendue à un homme se faisant appeler Tom Fox, deux semaines avant l'attentat. Après le versement en espèces par un chauffeur de taxi, le concessionnaire reçoit l'ordre d'emmener la camionnette sur un parking voisin et de la laisser avec les clés et les documents à l'intérieur.
En vérifiant les enregistrements des appels téléphoniques passés au revendeur, la police découvre que certains sont passés à partir d'un téléphone portable enregistré en Irlande. Les enregistrements de ce téléphone sont analysés, et il semble que des appels ont été passés à partir d'endroits correspondant aux emplacements connus de la camionnette Ford. L'un de ces appels est destiné à un membre connu de l'IRA. Le téléphone est utilisé pour la dernière fois à 9 h 23 le matin de l'attentat, trois minutes seulement après que la camionnette soit garée à Corporation Street. Le 27 juin, le propriétaire enregistré du téléphone déclare qu'il a été volé 17 jours auparavant, mais la police estime avoir réuni suffisamment de preuves pour engager des poursuites contre les six hommes de l'IRA détenus à Londres.
Lors d'une réunion à laquelle participent le commandant de la Special Branch à Manchester, un commissaire adjoint de la GMP et un « officier supérieur » de la Royal Ulster Constabulary (RUC), il est décidé, pour des raisons qui n'ont jamais été rendues publiques, de ne pas présenter les conclusions de l'enquête au Crown Prosecution Service (CPS), l'organisme chargé d'engager des poursuites pénales en Angleterre. Les trois services ont peut-être estimé que, les suspects de l'IRA étant déjà en garde à vue, ils ne représentaient plus une menace, ou que poursuivre l'affaire contre eux aurait pu compromettre les opérations d'infiltration en cours. Ce n'est qu'en 1998 que la police transmet le dossier au CPS, qui décide de ne pas engager de poursuites.

### Fuite d'information
Au début de l'année 1999, Steve Panter, journaliste spécialisé dans les affaires criminelles pour le Manchester Evening News, divulgue des documents classifiés de la Special Branch, qui désignent les personnes suspectées de l'attentat. Ces documents révèlent également que l'homme soupçonné d'avoir organisé l'attentat s'est rendu à Manchester peu après l'explosion et qu'il a fait l'objet d'une surveillance policière secrète alors qu'il visitait le centre-ville dévasté avant de rentrer chez lui, dans le sud de l'Armagh. Les soupçons se portent sur Mutch comme étant la source des documents divulgués après qu'une analyse des enregistrements de téléphones portables l'ait placé, lui et Panter, dans le même hôtel à Skipton, dans le Yorkshire du Nord, à environ 64 kilomètres de Manchester, le même soir.
Le 21 avril 1999, le Manchester Evening News nomme un homme qu'il décrit comme « un suspect principal dans le complot d'attentat à la bombe de 1996 à Manchester ». Le journal rapporte que le dossier envoyé par la police du Grand Manchester au Crown Prosecution Service contenait la phrase suivante : « L'homme a nié toute implication ». Dans une lettre à un député local, le procureur général a expliqué que l'avis donné au CPS par un avocat indépendant était qu'« il n'y avait pas matière à répondre sur la base des preuves disponibles… un juge aurait mis fin à l'affaire ». Le procureur général a également écrit que la décision de ne pas engager de poursuites n'avait pas été influencée par le gouvernement. Le journal a également identifié les six hommes arrêtés à Londres le 15 juillet comme ayant planifié l'attaque,. En juillet 2000, les six hommes sont libérés selon les termes de l'accord du Vendredi saint de 1998.
Panter et Mutch sont les seules personnes à avoir été arrêtées en lien avec l'attentat. Mutch est jugé pour « mauvaise conduite dans une fonction publique » lors d'un procès de onze jours tenu en janvier 2002, mais il est acquitté. Au cours du procès, Panter est reconnu coupable d'outrage au tribunal pour avoir refusé de révéler sa source, une infraction passible d'une peine d'emprisonnement sans droit d'appel,. La police du Grand Manchester a annoncé, en 2006, qu'il n'y avait aucune chance réaliste de condamner les responsables de l'attentat.

## Reconstruction
Une douzaine de bâtiments situés à proximité immédiate de l'explosion ont été gravement endommagés. Dans l'ensemble, 49 000 m2 d'espace de vente au détail et 57 000 m2 d'espace de bureaux ont été mis hors d'usage. Les assureurs ont versé 411 millions de livres sterling (777 millions de £ de 2025) en dommages et intérêts pour ce qui est à l'époque la catastrophe d'origine humaine la plus coûteuse de tous les temps, alors que la plupart des lésés sont sous-assurés,. Les victimes de l'attentat ont reçu un total de 1 145 971 £ d'indemnisation de la part de la Criminal Injuries Compensation Authority ; le montant accordé le plus élevé pour une personne s'élève à 146 524 £.
La possibilité de reconstruire certaines parties du centre ville est évoquée dans les jours qui suivent l'explosion de la bombe. Le 26 juin 1996, Michael Heseltine, le vice-premier ministre, annonce un concours international pour la conception du réaménagement de la zone touchée par la bombe. Des offres sont reçues de 27 participants, dont cinq sont invités à soumettre des projets lors d'un deuxième tour. Le 5 novembre 1996, il est annoncé que le projet gagnant est celui d'un consortium dirigé par EDAW (en).
Selon des statistiques du Bureau de l'Intérieur, il est estimé que 400 entreprises situées dans un rayon de 0,8 km de l'explosion ont été touchées, et que 40 % d'entre elles ne se sont jamais rétablies. Les dommages les plus importants sont subis par les trois bâtiments les plus proches de la bombe : Michael House, comprenant un magasin Marks & Spencer et six étages de bureaux ; Longridge House, les bureaux de la compagnie d'assurance Royal and Sun Alliance ; et l'Arndale Centre, un centre commercial. Michael House a été jugé irrécupérable et démoli. Marks & Spencer a saisi l'occasion d'acquérir et de démolir la Longridge House adjacente, utilisant le site agrandi pour devenir la plus grande succursale du magasin au monde. La santé financière de la société s'étant dégradée pendant la construction, Selfridges a ensuite co-occupé le bâtiment. Marks & Spencer a loué une partie du magasin Lewis's entre-temps. La façade de l'Arndale étant gravement endommagée, elle a été remaniée lorsque la zone a été réaménagée.
Les coupoles en verre du Corn Exchange et du Royal Exchange ont été soufflées. Le propriétaire du Corn Exchange a invoqué une condition de force majeure dans le bail pour expulser tous les locataires, et le bâtiment a été transformé en centre commercial. Le dôme du Royal Exchange s'est déplacé lors de l'explosion ; sa reconstruction a pris deux ans et demi et a coûté 32 millions de livres sterling, payés par National Lottery,.

## Réaménagement
Une grande partie du centre-ville de Manchester dans les années 1960 est impopulaire auprès des habitants. Market Street, près du site de l'explosion et à l'époque la deuxième rue commerçante la plus fréquentée du Royaume-Uni, est considérée par certains commentateurs comme un endroit « effrayant », à « éviter comme la peste ». Jusqu'à la troisième victoire électorale consécutive de Margaret Thatcher en 1987, le conseil municipal de Manchester, contrôlé par les travaillistes, estime que la régénération de Manchester doit être financée uniquement par des fonds publics, malgré l'insistance du gouvernement à ne financer que des projets comportant un élément significatif d'investissement privé. Graham Stringer, chef du conseil municipal de Manchester, admet après le résultat des élections générales de 1987 qu'« il n'y avait pas de carte de sortie de prison. Nous avions parié sur la victoire des travaillistes aux élections générales et nous avions perdu ». La victoire de Thatcher a effectivement mis fin à l'« expérience socialiste » de Manchester, et Stringer a écrit peu après une lettre de capitulation à Nicholas Ridley, alors secrétaire d'État à l'Environnement, disant « en un mot : OK, vous avez gagné, nous aimerions travailler avec vous ».

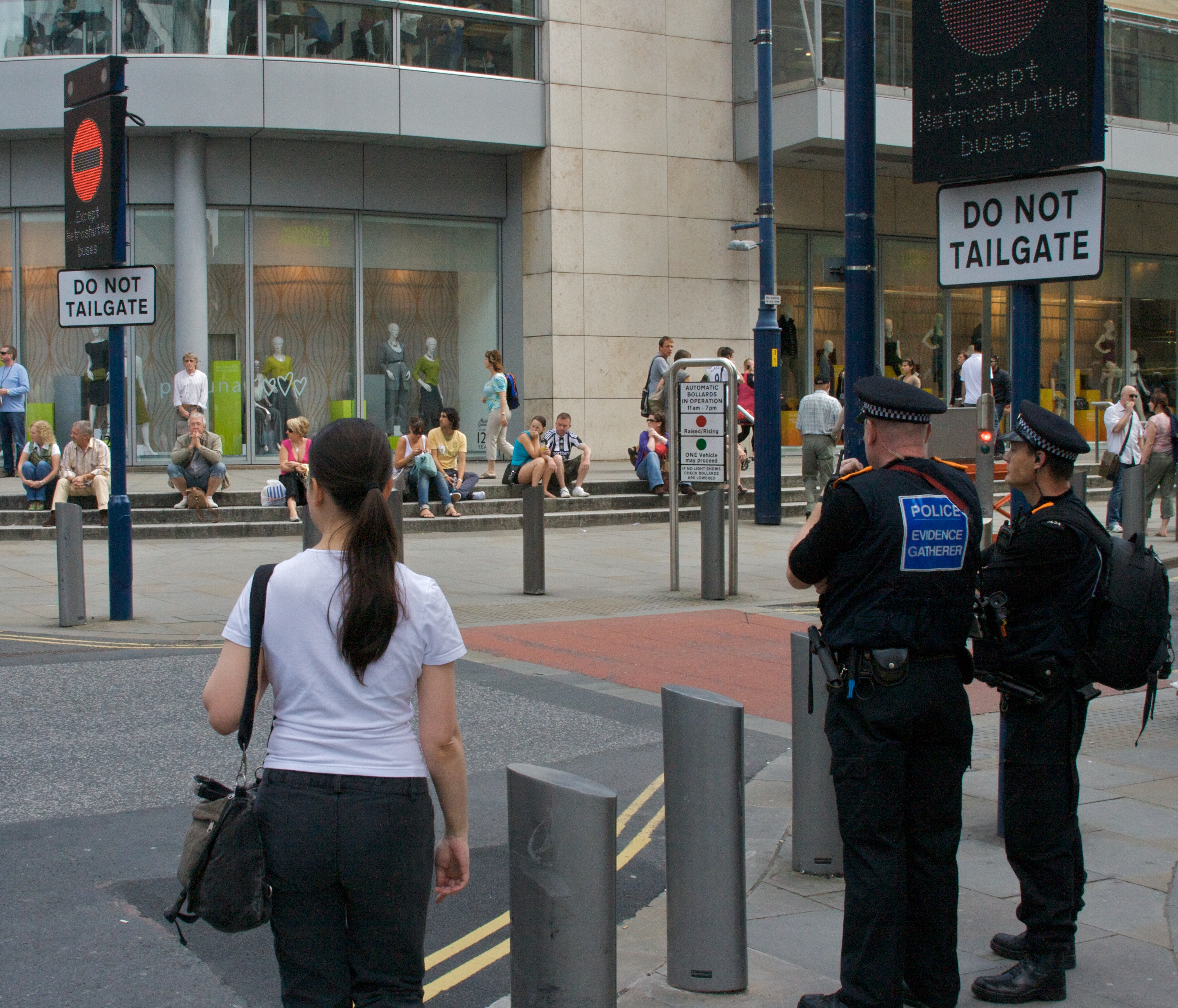
De nouvelles mesures de sécurité ont été incluses dans le réaménagement du centre-ville, notamment des bornes escamotables et des rues piétonnes.

Les efforts d'amélioration d'avant l'explosion ont, à certains égards, aggravé la situation, en coupant la zone située au nord de l'Arndale Centre — dont l'extérieur est alors largement mal-aimé — du reste du centre-ville. Un grand bâtiment voisin, aujourd'hui réaménagé sous le nom de The Printworks et anciennement occupé par le journal The Daily Mirror, est resté inoccupé depuis 1987. De nombreux habitants considèrent donc la bombe comme « la meilleure chose qui soit arrivée à Manchester », car elle a ouvert la voie au réaménagement d'un centre-ville jugé dysfonctionnel, un point de vue également exprimé en 2007 par Terry Rooney, député de Bradford North. Le chef de l'opposition libérale-démocrate au conseil municipal de Manchester, Simon Ashley, a répondu : « Je m'insurge contre ses commentaires [de Rooney] sur la bombe de l'IRA. Aucune personne qui se trouvait dans la ville ce jour-là, qui a perdu son emploi ou qui a été effrayée ou blessée par l'explosion, ne dirait que la bombe est la meilleure chose qui soit arrivée à Manchester ». Sir Gerald Kaufman, député de Manchester Gorton, a déclaré que la bombe a fourni l'occasion de redévelopper le centre-ville de Manchester, bien qu'elle n'ait pas été pleinement exploitée : « La bombe était évidemment mauvaise, mais du point de vue du réaménagement, c'était une occasion perdue. Bien que la zone autour de St Ann's Square et de Deansgate ne soit pas désagréable, si vous la comparez à Birmingham et à son développement passionnant, nous n'avons rien de comparable à Manchester ».
Howard Bernstein, directeur général du conseil municipal de Manchester, est également contre l'avis de Rooney, déclarant : « les gens disent que la bombe s'est avérée être une grande chose pour Manchester. C'est de la foutaise ». Le centre-ville connaissait déjà une régénération et un redéveloppement importants avant l'attentat, en soutien à la candidature de Manchester aux Jeux olympiques d'été de 2000, sa deuxième candidature olympique. Tom Bloxham, président du groupe de développement immobilier Urban Splash et du Arts Council England (North West), est d'accord avec Bernstein pour dire que l'attentat à la bombe n'a pas été l'élément déclencheur du redéveloppement à grande échelle qui a eu lieu à Manchester depuis le début des années 1990 : « Pour moi, le tournant pour Manchester a eu lieu avant la bombe… c'était la deuxième candidature aux Jeux olympiques [en 1992], que nous avons perdue, mais qui a permis une prise de conscience de la ville. Il y a eu une énorme fête à Castlefield et les gens ont compris que Manchester ne devait plus se considérer en concurrence avec des villes comme Barnsley et Stockport. Elle était désormais confrontée à Barcelone, Los Angeles et Sydney et ses aspirations ont augmenté en conséquence ».
Depuis l'attentat, les investissements importants dans le réaménagement ont permis à Manchester de devenir une ville moderne britannique « centrale », avec entre autres un agrandissement du Arndale Centre et le déménagement du National Football Museum (en) au centre-ville. Le nombre d'habitants au centre-ville a également grandement augmenté, passant d'une centaine de personnes dans les années 1990 à plus de 20 000 en 2016 ; durant ces vingt années, la ville de Manchester a connu une croissance économique supérieure à la moyenne nationale,,.

## Postérité

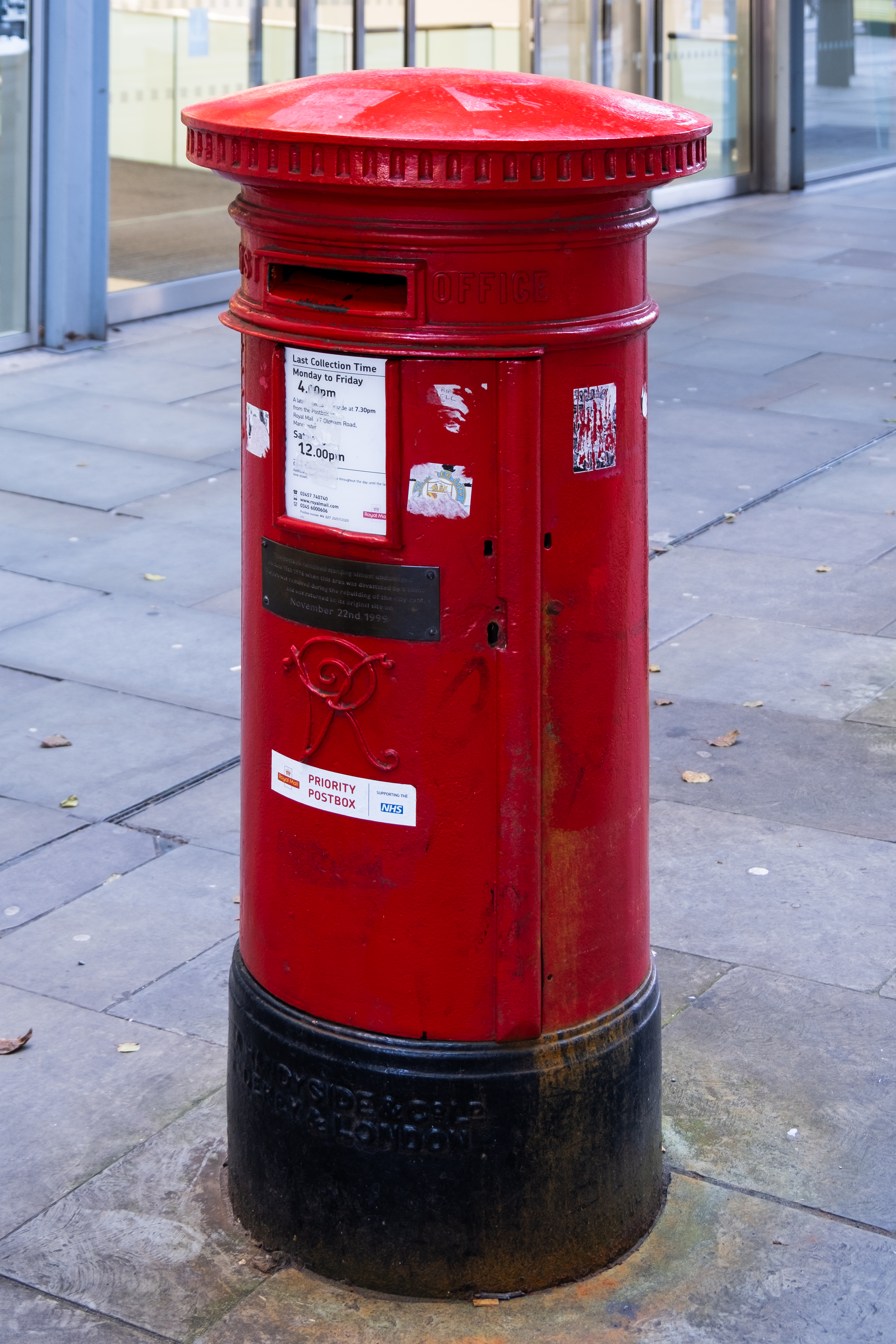
La boîte aux lettres ayant résisté à l'explosion.

Une boîte aux lettres qui a survécu à l'explosion, bien que située à quelques mètres de celle-ci, porte aujourd'hui une plaque en laiton qui rappelle l'explosion. Elle est enlevée pendant les travaux de construction et de réaménagement, et remise à son emplacement d'origine lors de la réouverture de Corporation Street. Sur la plaque est écrit : « Cette boîte aux lettres est restée debout presque intacte le 15 juin 1996 lorsque cette zone a été dévastée par une bombe. La boîte a été enlevée pendant la reconstruction du centre-ville et a été remise à son emplacement d'origine le 22 novembre 1999 ». Le 15 juin 2006, à 11 h 17, une bougie a été allumée lors d'un mémorial organisé à la cathédrale de Manchester pour marquer le dixième anniversaire de l'attentat.
One Man’s Fool, le morceau de clôture de l'album Calling All Stations de Genesis en 1997, est inspiré par l'attentat. Tony Banks a déclaré dans une interview à SongFacts : 